# Список призёров зимних Олимпийских игр 2010

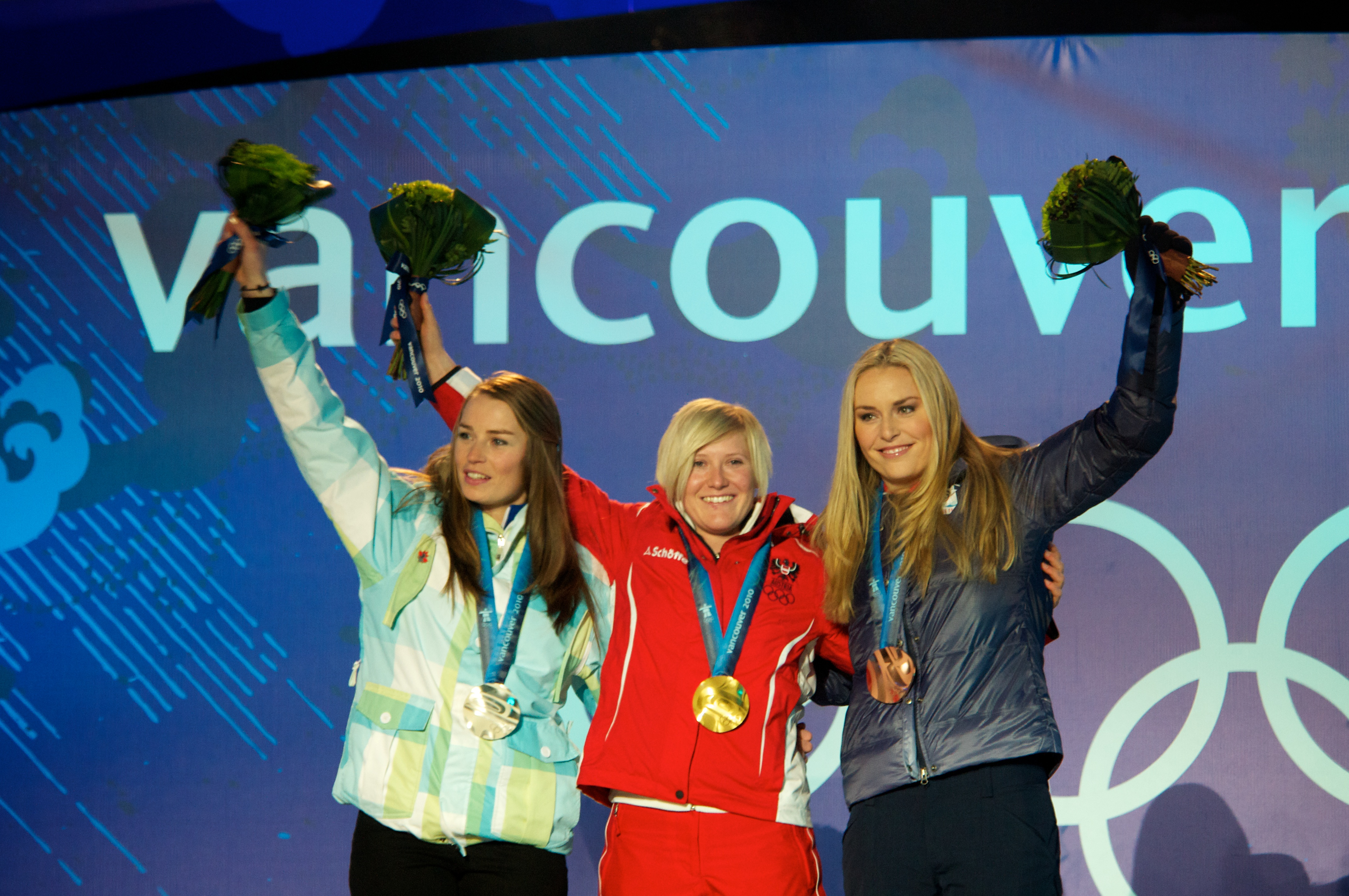
Призёры в женском супергиганте. Слева направо: Тина Мазе из Словении (серебро), Андреа Фишбахер из Австрии (золото) и Линдси Вонн из США (бронза)

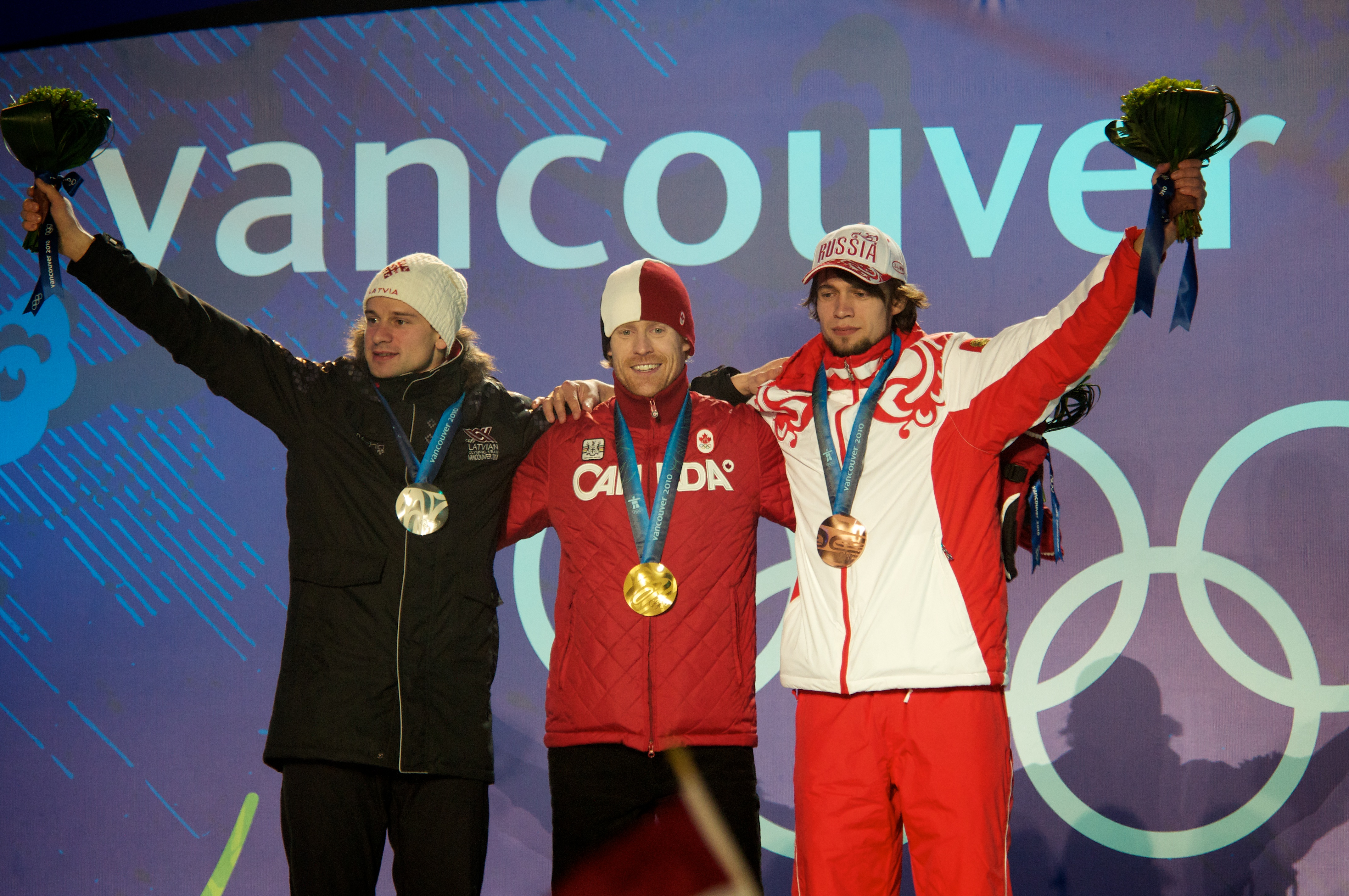
Призёры в мужском скелетоне. Слева направо: Мартинс Дукурс из Латвии (серебро), Джон Монтгомери из Канады (золото) и Александр Третьяков из России (бронза)

Ниже представлен список всех призёров зимних Олимпийских игр 2010 года, проходивших в канадском Ванкувере с 12 по 28 февраля 2010 года. Всего в соревнованиях принял участие 2631 спортсмен — 1565 мужчин и 1066 женщин, представлявшие 82 страны (национальных олимпийских комитета). Было разыграно 86 комплектов наград в 15 дисциплинах 7 олимпийских видов спорта — мужчины состязались в 46 видах программы игр, женщины — в 38, а в двух видах соревновались смешанные пары. В лыжном двоеборье и прыжках с трамплина разыгрывали медали исключительно мужчины, а фигурное катание было единственным видом спорта на этой зимней Олимпиаде, где мужчины и женщины соревновались вместе в парах. По сравнению c играми 2006 года в Турине олимпийская программа пополнилась двумя новыми видами — мужским и женским ски-кроссом.
Призёрами игр в Ванкувере стали 529 спортсменов из 26 стран — при этом 19 из этих стран удалось завоевать как минимум одну золотую медаль. Канада впервые смогла завоевать золото на «домашней» Олимпиаде после того, как это у неё не получалось сделать на летних играх 1976 года в Монреале и на зимних играх 1988 года в Калгари. Завоёванные канадскими спортсменами 14 наград высшей пробы, позволили команде стать лидером по числу золотых медалей неофициального общекомандного зачёта. При этом Канаде удалось стать самой успешной страной-организатором, превзойдя достижение в 10 золотых медалей Норвегии на «домашних» играх 1994 года в Лиллехаммере и США на «своих» играх 2002 года в Солт-Лейк-Сити. Также благодаря этим 14 золотым наградам, Канадой побит рекорд по наибольшему числу золотых медалей на одной зимней Олимпиаде, установленный СССР на играх 1976 года в Инсбруке и повторённый Норвегией на Олимпиаде 2002 года в Солт-Лейк-Сити, когда команды завоёвывали по 13 золотых. Лидер же по общему числу медалей — команда США, заработавшая на Олимпиаде в Ванкувере 37 наград различного достоинства, тоже установила новый рекорд, на одну медаль улучшив результат Германии на играх 2002 года в Солт-Лейк-Сити.
По результатам мужской биатлонной индивидуальной гонки норвежец Уле-Эйнар Бьёрндален и белорус Сергей Новиков, уступившие Эмилю Хегле Свендсену, но показавшие абсолютно одинаковый результат, были награждены серебряными медалями, а бронзовая — никому не вручалась. Биатлонистка Анастасия Кузьмина из Словакии, выигравшая спринтерскую гонку, и белорусский фристайлист Алексей Гришин, первенствовавший в акробатике, принесли для своих стран первые золотые медали на зимних Олимпиадах.

## Биатлон
| Соревнование                 | Золото                                                                                 | Серебро                                                                        | Бронза                                                                       |
| ---------------------------- | -------------------------------------------------------------------------------------- | ------------------------------------------------------------------------------ | ---------------------------------------------------------------------------- |
| Мужской спринт               | Венсан Же (FRA)                                                                        | Эмиль Хегле Свендсен (NOR)                                                     | Яков Фак (CRO)                                                               |
| Мужская гонка преследования  | Бьёрн Ферри (SWE)                                                                      | Кристоф Зуман (AUT)                                                            | Венсан Же (FRA)                                                              |
| Мужская индивидуальная гонка | Эмиль Хегле Свендсен (NOR)                                                             | Уле-Эйнар Бьёрндален (NOR)                                                     | не вручалась                                                                 |
| Мужская индивидуальная гонка | Эмиль Хегле Свендсен (NOR)                                                             | Сергей Новиков (BLR)                                                           | не вручалась                                                                 |
| Мужской масс-старт           | Евгений Устюгов (RUS)                                                                  | Мартен Фуркад (FRA)                                                            | Павол Гурайт (SVK)                                                           |
| Мужская эстафета             | Норвегия: - Халвар Ханевольд - Тарьей Бё - Эмиль Хегле Свендсен - Уле-Эйнар Бьёрндален | Австрия: - Симон Эдер - Даниэль Мезотич - Доминик Ландертингер - Кристоф Зуман | Россия: - Иван Черезов - Антон Шипулин - Максим Чудов - Евгений Устюгов      |
| Женский спринт               | Анастасия Кузьмина (SVK)                                                               | Магдалена Нойнер (GER)                                                         | Мари Дорен (FRA)                                                             |
| Женская гонка преследования  | Магдалена Нойнер (GER)                                                                 | Анастасия Кузьмина (SVK)                                                       | Мари-Лор Брюне (FRA)                                                         |
| Женская индивидуальная гонка | Тура Бергер (NOR)                                                                      | Елена Хрусталёва (KAZ)                                                         | Дарья Домрачева (BLR)                                                        |
| Женский масс-старт           | Магдалена Нойнер (GER)                                                                 | Ольга Зайцева (RUS)                                                            | Симона Хаусвальд (GER)                                                       |
| Женская эстафета             | Россия: - Светлана Слепцова - Анна Богалий-Титовец - Ольга Медведцева - Ольга Зайцева  | Франция: - Мари-Лор Брюне - Сильви Бекар - Мари Дорен - Сандрин Байи           | Германия: - Кати Вильхельм - Симона Хаусвальд - Мартина Бек - Андреа Хенкель |

## Бобслей
| Соревнование     | Золото                                                               | Серебро                                                                   | Бронза                                                              |
| ---------------- | -------------------------------------------------------------------- | ------------------------------------------------------------------------- | ------------------------------------------------------------------- |
| Мужчины-двойки   | Германия: - Андре Ланге - Кевин Куске                                | Германия: - Томас Флоршюц - Ричард Аджей                                  | Россия: - Александр Зубков - Алексей Воевода                        |
| Мужчины-четвёрки | США: - Стивен Холкомб - Джастин Олсен - Стив Меслер - Курт Томасевич | Германия: - Андре Ланге - Кевин Куске - Александер Рёдигер - Мартин Путце | Канада: - Линдон Раш - Лассель Браун - Крис ле Биан - Дэвид Биссетт |
| Женщины-двойки   | Канада: - Кейли Хамфрис - Хезер Мойс                                 | Канада: - Хелен Аппертон - Шелли-Энн Браун                                | США: - Эрин Пак - Элана Мэйерс                                      |

## Горнолыжный спорт
| Соревнование              | Золото                     | Серебро                    | Бронза                     |
| ------------------------- | -------------------------- | -------------------------- | -------------------------- |
| Мужской скоростной спуск  | Дидье Дефаго (SUI)         | Аксель Лунд Свиндаль (NOR) | Боде Миллер (USA)          |
| Мужской супергигант       | Аксель Лунд Свиндаль (NOR) | Боде Миллер (USA)          | Эндрю Уайбрехт (USA)       |
| Мужская суперкомбинация   | Боде Миллер (USA)          | Ивица Костелич (CRO)       | Сильван Цурбригген (SUI)   |
| Мужской гигантский слалом | Карло Янка (SUI)           | Хьетиль Янсруд (NOR)       | Аксель Лунд Свиндаль (NOR) |
| Мужской слалом            | Джулиано Раццоли (ITA)     | Ивица Костелич (CRO)       | Андре Мюрер (SWE)          |
| Женский скоростной спуск  | Линдси Вонн (USA)          | Джулия Манкусо (USA)       | Элизабет Гёргль (AUT)      |
| Женская суперкомбинация   | Мария Риш (GER)            | Джулия Манкусо (USA)       | Аня Персон (SWE)           |
| Женский супергигант       | Андреа Фишбахер (AUT)      | Тина Мазе (SLO)            | Линдси Вонн (USA)          |
| Женский гигантский слалом | Виктория Ребенсбург (GER)  | Тина Мазе (SLO)            | Элизабет Гёргль (AUT)      |
| Женский слалом            | Мария Риш (GER)            | Марлис Шильд (AUT)         | Шарка Загробская (CZE)     |

## Кёрлинг
| Соревнование   | Золото                                                                              | Серебро                                                                                          | Бронза                                                                              |
| -------------- | ----------------------------------------------------------------------------------- | ------------------------------------------------------------------------------------------------ | ----------------------------------------------------------------------------------- |
| Мужской турнир | Канада: - Кевин Мартин - Джон Моррис - Марк Кеннеди - Бен Хеберт - Адам Энрайт      | Норвегия: - Томас Ульсруд - Торгер Нергор - Кристофер Све - Ховард Вад Петерссон - Томас Лёвольд | Швейцария: - Ральф Штёкли - Ян Хаузер - Маркус Эгглер - Симон Штрюбин - Тони Мюллер |
| Женский турнир | Швеция: - Анетте Норберг - Ева Лунд - Катрин Линдаль - Анна Сверд - Кайса Бергстрём | Канада: - Шерил Бернард - Сьюзан О’Коннор - Кэролин Дербишир - Кори Бартел - Кристи Мур          | Китай: - Ван Бинъюй - Лю Инь - Юэ Циншуан - Чжоу Янь - Лю Цзиньли                   |

## Конькобежный спорт
| Соревнование            | Золото                                                                                       | Серебро                                                             | Бронза                                                                   |
| ----------------------- | -------------------------------------------------------------------------------------------- | ------------------------------------------------------------------- | ------------------------------------------------------------------------ |
| Мужчины 500 метров      | Мо Тхэ Бом (KOR)                                                                             | Кэйитиро Нагасима (JPN)                                             | Дзёдзи Като (JPN)                                                        |
| Мужчины 1000 метров     | Шани Дэвис (USA)                                                                             | Мо Тхэ Бом (KOR)                                                    | Чэд Хедрик (USA)                                                         |
| Мужчины 1500 метров     | Марк Тёйтерт (NED)                                                                           | Шани Дэвис (USA)                                                    | Ховард Бёкко (NOR)                                                       |
| Мужчины 5000 метров     | Свен Крамер (NED)                                                                            | Ли Сын Хун (KOR)                                                    | Иван Скобрев (RUS)                                                       |
| Мужчины 10000 метров    | Ли Сын Хун (KOR)                                                                             | Иван Скобрев (RUS)                                                  | Боб де Йонг (NED)                                                        |
| Мужская командная гонка | Канада: - Матьё Жиру - Лукас Маковски - Денни Моррисон                                       | США: - Брайан Хансен - Чэд Хедрик - Джонатан Кук - Тревор Марсикано | Нидерланды: - Ян Блокхёйсен - Свен Крамер - Марк Тёйтерт - Симон Кёйперс |
| Женщины 500 метров      | Ли Сан Хва (KOR)                                                                             | Дженни Вольф (GER)                                                  | Ван Бэйсин (CHN)                                                         |
| Женщины 1000 метров     | Кристин Несбитт (CAN)                                                                        | Аннетте Герритсен (NED)                                             | Лаурине ван Риссен (NED)                                                 |
| Женщины 1500 метров     | Ирен Вюст (NED)                                                                              | Кристина Гровс (CAN)                                                | Мартина Сабликова (CZE)                                                  |
| Женщины 3000 метров     | Мартина Сабликова (CZE)                                                                      | Штефани Беккерт (GER)                                               | Кристина Гровс (CAN)                                                     |
| Женщины 5000 метров     | Мартина Сабликова (CZE)                                                                      | Штефани Беккерт (GER)                                               | Клара Хьюз (CAN)                                                         |
| Женская командная гонка | Германия: - Даниела Аншюц-Томс - Штефани Беккерт - Анни Фризингер-Постма - Катрин Маттшеродт | Япония: - Масако Ходзуми - Нао Кодайра - Маки Табата                | Польша: - Катажина Бахледа-Цурусь - Катажина Возняк - Луиза Злотковская  |

## Лыжное двоеборье
| Соревнование                | Золото                                                                       | Серебро                                                             | Бронза                                                                        |
| --------------------------- | ---------------------------------------------------------------------------- | ------------------------------------------------------------------- | ----------------------------------------------------------------------------- |
| Нормальный трамплин / 10 км | Джейсон Лами-Шаппюи (FRA)                                                    | Джонни Спиллейн (USA)                                               | Алессандро Питтин (ITA)                                                       |
| Большой трамплин / 10 км    | Билл Демонг (USA)                                                            | Джонни Спиллейн (USA)                                               | Бернхард Грубер (AUT)                                                         |
| Эстафета                    | Австрия: - Бернхард Грубер - Давид Крайнер - Феликс Готтвальд - Марио Штехер | США: - Бретт Камерота - Тодд Лодвик - Джонни Спиллейн - Билл Демонг | Германия: - Йоханнес Ридзек - Тино Эдельман - Эрик Френцель - Бьёрн Кирхайзен |

## Лыжные гонки
| Соревнование                | Золото                                                                                | Серебро                                                                               | Бронза                                                                                  |
| --------------------------- | ------------------------------------------------------------------------------------- | ------------------------------------------------------------------------------------- | --------------------------------------------------------------------------------------- |
| Мужская гонка на 15 км      | Дарио Колонья (SUI)                                                                   | Пьетро Пиллер Коттрер (ITA)                                                           | Лукаш Бауэр (CZE)                                                                       |
| Мужской спринт              | Никита Крюков (RUS)                                                                   | Александр Панжинский (RUS)                                                            | Петтер Нортуг (NOR)                                                                     |
| Мужская гонка преследования | Маркус Хельнер (SWE)                                                                  | Тобиас Ангерер (GER)                                                                  | Юхан Ульссон (SWE)                                                                      |
| Мужской масс-старт          | Петтер Нортуг (NOR)                                                                   | Аксель Тайхман (GER)                                                                  | Юхан Ульссон (SWE)                                                                      |
| Мужской командный спринт    | Норвегия: - Эйстейн Петтерсен - Петтер Нортуг                                         | Германия: - Тим Чарнке - Аксель Тайхман                                               | Россия: - Алексей Петухов - Николай Морилов                                             |
| Мужская эстафета            | Швеция: - Даниель Риккардссон - Юхан Ульссон - Андерс Сёдергрен - Маркус Хельнер      | Норвегия: - Мартин Йонсруд Сундбю - Одд-Бьёрн Йельмесет - Ларс Бергер - Петтер Нортуг | Чехия: - Мартин Якш - Лукаш Бауэр - Иржи Магал - Мартин Коукал                          |
| Женская гонка на 10 км      | Шарлотт Калла (SWE)                                                                   | Кристина Шмигун-Вяхи (EST)                                                            | Марит Бьёрген (NOR)                                                                     |
| Женский спринт              | Марит Бьёрген (NOR)                                                                   | Юстина Ковальчик (POL)                                                                | Петра Майдич (SLO)                                                                      |
| Женская гонка преследования | Марит Бьёрген (NOR)                                                                   | Анна Хог (SWE)                                                                        | Юстина Ковальчик (POL)                                                                  |
| Женский масс-старт          | Юстина Ковальчик (POL)                                                                | Марит Бьёрген (NOR)                                                                   | Айно-Кайса Сааринен (FIN)                                                               |
| Женский командный спринт    | Германия: - Эви Захенбахер-Штеле - Клаудия Нюстад                                     | Швеция: - Шарлотт Калла - Анна Хог                                                    | Россия: - Ирина Хазова - Наталья Коростелёва                                            |
| Женская эстафета            | Норвегия: - Вибеке Скофтеруд - Терезе Йохёуг - Кристин Стёрмер Стейра - Марит Бьёрген | Германия: - Катрин Целлер - Эви Захенбахер-Штеле - Мириам Гёсснер - Клаудия Нюстад    | Финляндия: - Пирьё Муранен - Вирпи Куйтунен - Рийта-Лийса Ропонен - Айно-Кайса Сааринен |

## Прыжки на лыжах с трамплина
| Соревнование         | Золото                                                                                | Серебро                                                                    | Бронза                                                                        |
| -------------------- | ------------------------------------------------------------------------------------- | -------------------------------------------------------------------------- | ----------------------------------------------------------------------------- |
| Нормальный трамплин  | Симон Амман (SUI)                                                                     | Адам Малыш (POL)                                                           | Грегор Шлиренцауэр (AUT)                                                      |
| Большой трамплин     | Симон Амман (SUI)                                                                     | Адам Малыш (POL)                                                           | Грегор Шлиренцауэр (AUT)                                                      |
| Командное первенство | Австрия: - Вольфганг Лойцль - Андреас Кофлер - Томас Моргенштерн - Грегор Шлиренцауэр | Германия: - Михаэль Ноймайер - Андреас Ванк - Мартин Шмитт - Михаэль Урман | Норвегия: - Андерс Бардаль - Том Хильде - Юхан Ремен Эвенсен - Андерс Якобсен |

## Санный спорт
| Соревнование     | Золото                                       | Серебро                           | Бронза                                      |
| ---------------- | -------------------------------------------- | --------------------------------- | ------------------------------------------- |
| Мужчины-одиночки | Феликс Лох (GER)                             | Давид Мёллер (GER)                | Армин Цоггелер (ITA)                        |
| Мужчины-двойки   | Австрия: - Андреас Лингер - Вольфганг Лингер | Латвия: - Андрис Шицс - Юрис Шицс | Германия: - Патрик Ляйтнер - Александер Реш |
| Женщины-одиночки | Татьяна Хюфнер (GER)                         | Нина Райтмайер (AUT)              | Натали Гайзенбергер (GER)                   |

## Скелетон
| Соревнование | Золото                | Серебро                | Бронза                    |
| ------------ | --------------------- | ---------------------- | ------------------------- |
| Мужчины      | Джон Монтгомери (CAN) | Мартинс Дукурс (LAT)   | Александр Третьяков (RUS) |
| Женщины      | Эми Уильямс (GBR)     | Керстин Шимковяк (GER) | Аня Хубер (GER)           |

## Сноуборд
| Соревнование                           | Золото                     | Серебро                 | Бронза               |
| -------------------------------------- | -------------------------- | ----------------------- | -------------------- |
| Мужской бордеркросс                    | Сет Уэскотт (USA)          | Майк Робертсон (CAN)    | Тони Рамуан (FRA)    |
| Мужской хафпайп                        | Шон Уайт (USA)             | Пиету Пийронен (FIN)    | Скотти Лаго (USA)    |
| Мужской параллельный гигантский слалом | Джейси-Джей Андерсон (CAN) | Бенджамин Карл (AUT)    | Матьё Боццетто (FRA) |
| Женский бордеркросс                    | Маэль Рикер (CAN)          | Дебора Антоньо (FRA)    | Оливия Нобс (SUI)    |
| Женский хафпайп                        | Тора Брайт (AUS)           | Ханна Тетер (USA)       | Келли Кларк (USA)    |
| Женский параллельный гигантский слалом | Николин Сауэрбрей (NED)    | Екатерина Илюхина (RUS) | Марион Крайнер (AUT) |

## Фигурное катание
| Соревнование              | Золото                              | Серебро                         | Бронза                                     |
| ------------------------- | ----------------------------------- | ------------------------------- | ------------------------------------------ |
| Мужское одиночное катание | Эван Лайсачек (USA)                 | Евгений Плющенко (RUS)          | Дайсукэ Такахаси (JPN)                     |
| Женское одиночное катание | Ким Ён А (KOR)                      | Мао Асада (JPN)                 | Джоанни Рошетт (CAN)                       |
| Парное катание            | Китай: - Шэнь Сюэ - Чжао Хунбо      | Китай: - Пан Цин - Тун Цзянь    | Германия: - Алёна Савченко - Робин Шолковы |
| Танцы на льду             | Канада: - Тесса Вертью - Скотт Моир | США: - Мэрил Дэвис - Чарли Уайт | Россия: - Оксана Домнина - Максим Шабалин  |

## Фристайл
| Соревнование       | Золото                 | Серебро               | Бронза                |
| ------------------ | ---------------------- | --------------------- | --------------------- |
| Мужской могул      | Александр Билодо (CAN) | Дейл Бегг-Смит (AUS)  | Брайон Уилсон (USA)   |
| Мужской ски-кросс  | Михаэль Шмид (SUI)     | Андреас Матт (AUT)    | Аудун Грёнвольд (NOR) |
| Мужская акробатика | Алексей Гришин (BLR)   | Джерет Петерсон (USA) | Лю Чжунцин (CHN)      |
| Женский могул      | Ханна Кирни (USA)      | Дженнифер Хейл (CAN)  | Шэннон Барк (USA)     |
| Женский ски-кросс  | Эшли Макайвор (CAN)    | Хедда Бернтсен (NOR)  | Марион Жоссеран (FRA) |
| Женская акробатика | Лидия Лассила (AUS)    | Ли Нина (CHN)         | Го Синьсинь (CHN)     |

## Хоккей
| Соревнование   | Золото | Серебро | Бронза |
| -------------- | --- | --- | --- |
| Мужской турнир | Канада: - Патрис Бержерон - Дэн Бойл - Мартин Бродёр - Райан Гетцлаф - Дрю Даути - Джером Игинла - Данкан Кит - Сидни Кросби - Роберто Люонго - Патрик Марло - Бренден Морроу - Скотт Нидермайер - Рик Нэш - Кори Перри - Крис Пронгер - Майк Ричардс - Брент Сибрук - Эрик Стаал - Джо Торнтон - Джонатан Тэйвз - Ши Уэбер - Марк-Андре Флёри - Дэни Хитли               | США: - Дастин Браун - Дэвид Бэйкс - Тим Глисон - Джек Джонсон - Эрик Джонсон - Крис Друри - Райан Каллахан - Патрик Кейн - Райан Кеслер - Джонатан Куик - Фил Кэссел - Джейми Лангенбруннер - Райан Миллер - Райан Мэлоун - Брукс Орпик - Джо Павелски - Зак Паризе - Бобби Райан - Брайан Рафалски - Райан Сутер - Тим Томас - Райан Уитни - Пол Штястны    | Финляндия: - Никлас Оскар Бекстрём - Яркко Иммонен - Олли Йокинен - Нико Капанен - Миикка Кипрусофф - Микко Койву - Саку Койву - Лассе Кукконен - Сами Леписто - Йере Лехтинен - Тони Людман - Антти Миеттинен - Антеро Нийттюмяки - Янне Нискала - Вилле Пелтонен - Йони Питкянен - Туомо Рууту - Яркко Рууту - Сами Сало - Теему Селянне - Киммо Тимонен - Валттери Филппула - Никлас Хагман |
| Женский турнир | Канада: - Меган Агоста - Тесса Бономм - Дженнифер Боттерилл - Сара Вайянкур - Хейли Уикенхайзер - Ребекка Джонстон - Хейли Ирвин - Бекки Келлар - Джина Кингсбёри - Шарлин Лабонте - Карла Маклеод - Меган Миккелсон - Шери Пайпер - Мари-Филип Пулен - Шэннон Сабадош - Ким Сен-Пьер - Коллин Состорикс - Кэтрин Уорд - Каролин Уэллетт - Джейна Хеффорд - Джиллиан Эппс | США: - Кейси Беллами - Джесси Веттер - Меган Дагган - Натали Дарвиц - Джинелль Зогг-Сьерджей - Кейтлин Кэхоу - Жослин Ламурё - Моник Ламурё - Эрика Лоулер - Брайанн Маклафлин - Джизель Марвин - Хилари Найт - Дженни Шмигдалль-Поттер - Энджела Раджеро - Молли Скос - Келли Стак - Карен Тэтчер - Керри Уэйланд - Лиза Чессон - Джули Чу - Молли Энгстром | Финляндия: - Анна Ванхатало - Марьё Воутилайнен - Линда Вялимяки - Мичелле Карвинен - Мира Куйсма - Эмма Лааксонен - Роза Линдстедт - Терхи Мертанен - Хейди Пелттари - Мария Поса - Каролийна Рантамяки - Аннина Раяхунта - Ноора Рятю - Мари Сааринен - Сайя Сирвиё - Нина Тиккинен - Миннамари Туоминен - Сара Туоминен - Анне Хелин - Йенни Хийрикоски - Венла Хови                        |

## Шорт-трек
| Соревнование        | Золото                                                                                  | Серебро                                                                            | Бронза                                                                                    |
| ------------------- | --------------------------------------------------------------------------------------- | ---------------------------------------------------------------------------------- | ----------------------------------------------------------------------------------------- |
| Мужчины 500 метров  | Шарль Амлен (CAN)                                                                       | Сон Си Бэк (KOR)                                                                   | Франсуа-Луи Трамбле (CAN)                                                                 |
| Мужчины 1000 метров | Ли Джон Су (KOR)                                                                        | Ли Хо Сок (KOR)                                                                    | Аполо Антон Оно (USA)                                                                     |
| Мужчины 1500 метров | Ли Джон Су (KOR)                                                                        | Аполо Антон Оно (USA)                                                              | Джон Роберт Селски (USA)                                                                  |
| Мужская эстафета    | Канада: - Шарль Амлен - Франсуа Амлен - Оливье Жан - Франсуа-Луи Трамбле - Гийом Бастий | Республика Корея: - Квак Юн Ги - Ли Хо Сок - Ли Джон Су - Сон Си Бэк - Ким Сон Иль | США: - Джон Роберт Селски - Трэвис Джейнер - Джордан Мэлоун - Аполо Антон Оно - Саймон Чо |
| Женщины 500 метров  | Ван Мэн (CHN)                                                                           | Мариан Сен-Желе (CAN)                                                              | Арианна Фонтана (ITA)                                                                     |
| Женщины 1000 метров | Ван Мэн (CHN)                                                                           | Кэтрин Ройтер (USA)                                                                | Пак Сын Хи (KOR)                                                                          |
| Женщины 1500 метров | Чжоу Ян (CHN)                                                                           | Ли Ын Бёль (KOR)                                                                   | Пак Сын Хи (KOR)                                                                          |
| Женская эстафета    | Китай: - Сунь Линьлинь - Ван Мэн - Чжан Хуэй - Чжоу Ян                                  | Канада: - Джессика Грегг - Калина Роберж - Мариан Сен-Желе - Таня Висан            | США: - Эллисон Бейвер - Элисон Дудек - Лана Геринг - Кэтрин Ройтер - Кимберли Деррик      |

## Лидеры по медалям

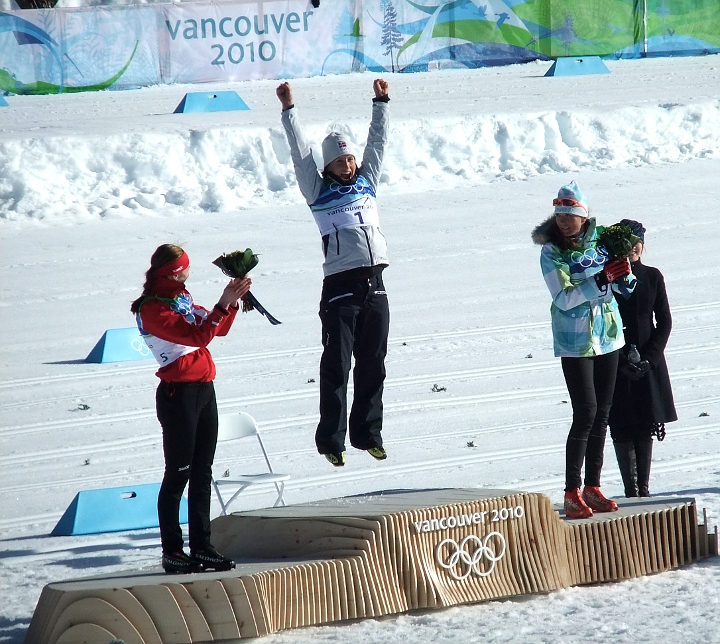
Марит Бьёрген (в центре) радуется победе в спринте вместе с Юстиной Ковальчик (слева) и Петрой Майдич (справа), выступавшей с четырьмя сломанными рёбрами

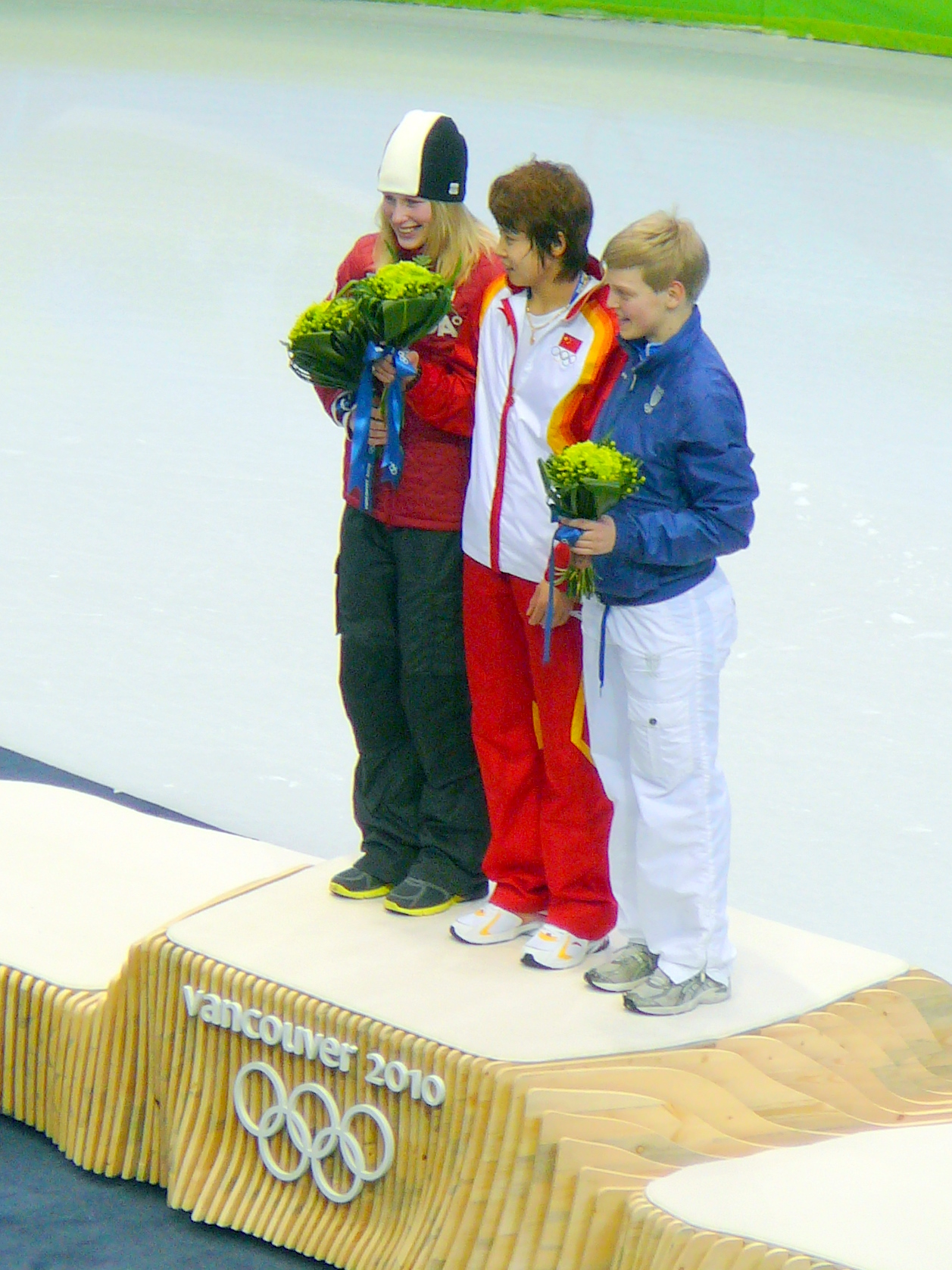
Трёхкратная Олимпийская чемпионка Ванкувера Ван Мэн (в центре) на «цветочной церемонии» после 500-метровки вместе с Мариан Сен-Желе (слева) и Арианной Фонтана (справа)

На зимних играх в Ванкувере 61 спортсмену удалось завоевать более, чем одну медаль. Лидером по общему числу завоёванных наград на этой Олимпиаде c пятью медалями стала норвежская лыжница Марит Бьёрген. Она первенствовала в спринте и гонке преследования, вместе с партнёршами по сборной выиграла эстафету, а также завоевала серебро в масс-старте и бронзу в гонке на 10 км свободным стилем. Как и Бьёрген, три золотых награды сумела получить китайская шорт-трекистка Ван Мэн, праздновавшая успех на дистанциях 500 метров и 1000 метров, а также в эстафете.
Ниже в таблице представлены спортсмены, завоевавшие не менее двух золотых медалей или выигравшие всего не менее трёх наград. По умолчанию таблица отсортирована по убыванию количества золотых медалей. Для сортировки по другому признаку необходимо нажать  рядом с названием столбца. Наибольшее число наград каждого вида выделено жирным шрифтом.
| Спортсмен            | Страна           | Дисциплина         | Золото | Серебро | Бронза | Всего |
| -------------------- | ---------------- | ------------------ | ------ | ------- | ------ | ----- |
| Марит Бьёрген        | Норвегия         | Лыжные гонки       | 3      | 1       | 1      | 5     |
| Ван Мэн              | Китай            | Шорт-трек          | 3      | 0       | 0      | 3     |
| Петтер Нортуг        | Норвегия         | Лыжные гонки       | 2      | 1       | 1      | 4     |
| Ли Чжон Су           | Республика Корея | Шорт-трек          | 2      | 1       | 0      | 3     |
| Магдалена Нойнер     | Германия         | Биатлон            | 2      | 1       | 0      | 3     |
| Эмиль Хегле Свендсен | Норвегия         | Биатлон            | 2      | 1       | 0      | 3     |
| Мартина Сабликова    | Чехия            | Конькобежный спорт | 2      | 0       | 1      | 3     |
| Шарль Амлен          | Канада           | Шорт-трек          | 2      | 0       | 0      | 2     |
| Симон Амман          | Швейцария        | Прыжки с трамплина | 2      | 0       | 0      | 2     |
| Мария Риш            | Германия         | Горнолыжный спорт  | 2      | 0       | 0      | 2     |
| Маркус Хельнер       | Швеция           | Лыжные гонки       | 2      | 0       | 0      | 2     |
| Чжоу Ян              | Китай            | Шорт-трек          | 2      | 0       | 0      | 2     |
| Штефани Беккерт      | Германия         | Конькобежный спорт | 1      | 2       | 0      | 3     |
| Юстина Ковальчик     | Польша           | Лыжные гонки       | 1      | 1       | 1      | 3     |
| Боде Миллер          | США              | Горнолыжный спорт  | 1      | 1       | 1      | 3     |
| Аксель Лунд Свиндаль | Норвегия         | Горнолыжный спорт  | 1      | 1       | 1      | 3     |
| Юхан Ульссон         | Швеция           | Лыжные гонки       | 1      | 0       | 2      | 3     |
| Грегор Шлиренцауэр   | Австрия          | Прыжки с трамплина | 1      | 0       | 2      | 3     |
| Джонни Спиллейн      | США              | Лыжное двоеборье   | 0      | 3       | 0      | 3     |
| Аполо Антон Оно      | США              | Шорт-трек          | 0      | 1       | 2      | 3     |